# MSG Unplugged
MSG Unplugged es el primer álbum en directo acústico de la banda de hard rock McAuley Schenker Group, lanzado en 1993 por EMI Music. La grabación se llevó a cabo en el recinto The Celebrity Theatre en Anaheim, California el 25 de marzo de 1992 durante la gira promocional MSG Tour. Es el único disco de la banda que es acústico y solo incluyó guitarras de doce y de seis cuerdas de nylon.
Tras el lanzamiento del disco, el vocalista Robin McAuley se retiró del grupo y de la escena musical durante años tras contraer matrimonio en 1993, por ende es el último disco de la banda.

## Lista de canciones
| N.º | Título                                 | Escritor(es)             | Duración |  |
| 1.  | «Anytime»                              | McAuley,Mann             | 5:42     |  |
| 2.  | «We Believe in Love»                   | Schenker,McAuley         | 6:06     |  |
| 3.  | «What Happens To Me»                   | Schenker,McAuley         | 4:54     |  |
| 4.  | «Bad Boys»                             | Schenker,McAuley         | 4:01     |  |
| 5.  | «Gimme Your Love»                      | McAuley,Newton           | 3:59     |  |
| 6.  | «Natural Things»                       | Schenker,Mogg            | 4:55     |  |
| 7.  | «Perrier - formely Courvoiser Conceto» | Schenker,Barden          | 1:53     |  |
| 8.  | «When I'm Gone»                        | McAuley,Harms            | 4:52     |  |
| 9.  | «Nightmare»                            | Schenker,McAuley         | 4:44     |  |
| 10. | «Doctor Doctor»                        | Schenker,Mogg            | 4:27     |  |
| 11. | «Lights Out»                           | Schenker,Mogg,Parker,Way | 5:21     |  |

| Pistas adicionales solo para Japón |                        |                   |          |  |
| N.º                                | Título                 | Escritor(es)      | Duración |  |
| 12.                                | «Paradise»             | Schenker,McAuley  | 4:24     |  |
| 13.                                | «Only You Can Rock Me» | Schenker,Way,Mogg | 4:25     |  |

## Personal
- Robin McAuley: voz
- Michael Schenker: guitarra rítmica y guitarra líder
- Spencer Sercombe: guitarra rítmica, guitarra de doce cuerdas y coros